# Dasygaster hollandiae
Dasygaster hollandiae is een vlinder uit de familie van de uilen (Noctuidae). De wetenschappelijke naam van de soort is voor het eerst geldig gepubliceerd in 1852 door Achille Guenée, tegelijk met die van het geslacht Dasygaster. D. hollandiae is de typesoort van het geslacht.
De soort komt voor in  Australië. De Fransen gebruikten toen de naam Nouvelle Hollande voor Australië, en vandaar kreeg de vlinder het epitheton hollandiae.